# Divinità di Clark Ashton Smith
Le Divinità di Clark Ashton Smith sono un pantheon di entità soprannaturali appartenenti ai Miti di Cthulhu e ideate dal poeta e scrittore horror californiano Clark Ashton Smith.

## Abhoth
Abhoth  (La Fonte dell'impurità) risiede nella caverna di Y'quaa, sotto il Monte Voormithadreth. È un'orrida massa tentacolare di colore grigio scuro, e si narra sia la fonte ultima del male e dell'abominio.
Dei mostri osceni si generano costantemente dal corpo informe di Abhoth; nessuno dei figli di Abhoth è uguale all'altro, e possono avere l'aspetto di orribili umanoidi come di viscide melme. In generale, si tratta di forme di vita complesse dotate però di un'intelligenza molto limitata, e che agiscono sulla base di istinti primitivi. I tentacoli di Abhoth cercano di catturare i mostri che si generano dal corpo del dio, che poi li divora. I mostri che riescono a sfuggire ai tentacoli scappano lontano, non si dedicano a servire loro padre. Abhoth ha una mente contorta e cinica, e può comunicare telepaticamente con chi gli sta vicino.

## Alila
La "Regina della perdizione e dea di tutte le ingiustizie" è adorata nella zona centrale dell'immaginario continente di Zothique. Viene citata per la prima volta nel racconto di Smith intitolato The Witchcraft of Ulua.

## Atlach-Nacha
Atlach-Nacha appare per la prima volta nel racconto di Smith The Seven Geases (1934). In questa storia, Atlach-Nacha è il riluttante destinatario di un sacrificio umano dedicatogli dal dio-rospo Tsathoggua.
Atlach-Nacha somiglia a un enorme ragno con un volto vagamente umano. Dimora in una caverna sotto il Monte Voormithadreth, che sorge nell'ormai scomparso regno di Hyperborea, nell'Artico. Qui tesse un'enorme tela, con cui intende colmare l'abisso che separa il Mondo dei Sogni dalla realtà. Alcuni ritengono che quando la tela sarà completa ci sarà la fine del mondo, poiché i mostri che vivono nel Mondo dei Sogni potranno liberamente invadere la Terra.
Atlach-Nacha è giunto sulla Terra passando prima per Cykranosh (pianeta oggi noto come Saturno). Per via del suo aspetto, ci si riferisce spesso ad Atlach-Nacha come il Dio dei Ragni; gli enormi e gonfi ragni viola di Leng sono considerati suoi figli e servitori.
Ci sono dubbi circa il sesso di questa divinità. Nei lavori di Smith, Atlach-Nacha è un maschio, ma nei racconti successivi di altri autori è una femmina.

## Basatan
Basatan viene menzionato per la prima volta nel racconto Master of the Crabs (1948) di Clark Ashton Smith. È un dio dei mari, anche conosciuto come Signore dei granchi.
Basatan è probabilmente un Grande Antico. Si sa molto poco di lui, a parte il fatto che possiede un anello con poteri soprannaturali. Basatan può essere associato in qualche modo alla costellazione del Cancro.

## L'Abitatore dell'abisso
L'Abitatore dell'abisso appare nell'omonimo racconto di Clark Ashton Smith, pubblicato per la prima volta nel 1932. L'Abitatore vive al di sotto della superficie del pianeta Marte, ma potrebbe essersi originato altrove. È adorato unicamente da una setta di trogloditi marziani, gli Aihai.
L'Abitatore assomiglia a una tartaruga priva di occhi e con una corazza morbida, ma è dotato di un cranio triangolare e ha due lunghe code.

## Geol
Geol è un dio terrestre adorato a Zothique. È menzionato nel racconto The Voyage of King Euvoran (1931), di Smith.

## Mordiggian
Questo dio è adorato nella città di Zul-Bha-Sair, che sorge nel continente di Zothique.
Si presenta come una massa scura e opaca che cambia vorticosamente forma di momento in momento.

## Ojhal
Ojhal è una dea vergine adorata nel nord di Zothique.  Viene citata unicamente nel racconto di Smith intitolato The Black Abbot of Puthuum (1936).

## Ong
È un dio con il volto di leone. Viene citato unicamente nel racconto di Smith intitolato The Abominations of Yondo (1929).

## Quachil Uttaus
Quachil Uttaus appare per la prima volta nel racconto di Smith The Treader of the Dust (1935), in cui viene descritto come una figura non più grande di un ragazzino, ma raggrinzita come una mummia millenaria. La sua testa è calva, il suo volto privo di connotati e appoggiato su un collo scheletrico. Il corpo è un aborto osceno, con sottili braccia che terminano con artigli.
Quachil Uttaus può ridurre in polvere tutti i tessuti con cui viene a contatto (in questo ricorda Ubbo-Sathla). Quachil Uttaus è solitamente associato alla vecchiaia, alla morte e al decadimento.

## Rlim Shaikorth
Rlim Shaikorth venne ideato da Clark Ashton Smith, che lo menziona nel racconto The Coming of the White Worm (1941). Rlim Shaikorth somiglia a un enorme verme biancastro con fauci spalancate e occhi composti da globi grondanti sangue. Uno degli avatar di Rlim Shaikorth è noto come il Verme Bianco ed è parte del Ciclo Iperboreano di Smith.
Il Verme Bianco viaggia a bordo di un gigantesco iceberg chiamato Yikilth, che può guidare attraverso gli oceani. Nella sua colossale cittadella di ghiaccio, il Verme Bianco si aggira per i mari, colpendo le navi e le terre inabitate con raffiche di freddo insopportabile. Le sue vittime rimangono ibernate per l'eternità e non possono essere liberate nemmeno se esposte a fonti di calore.

## Thamogorgos
È una potente entità proveniente dallo spazio profondo. Il mago Namirrha lo aveva evocato per distruggere un'intera nazione nel racconto di Smith The Dark Eidolon (1935).

## Thasaidon
Thasaidon è il signore dei Sette Inferi. È citato in numerose storie appartenenti al Ciclo di Zothique, ma compare soprattutto nel racconto The Dark Eidolon (1935). Molti stregoni hanno fatto un patto con questa entità maligna, che può essere considerata come l'analogo di Satana a Zothique.

## Tsathoggua
Tsathoggua è un'antica divinità inumana ed antropomorfica giunta da Saturno negli anni immediatamente posteriori alla creazione della Terra. Il mito di Tsathoggua,  che ormai non riceve più adorazione dagli uomini, in principio veniva celebrato dal popolo di Iperborea. 
Viene descritto per la prima volta ne Il racconto di Satampra Zeiros (1929) come "... tarchiato e grosso di ventre, la testa simile più a un rospo mostruoso che non a una deità, e l'intero corpo era ricoperto di una imitazione di corta pelliccia che dava la vaga impressione di un pipistrello e di un bradipo. Le palpebre assonnate erano semi abbassate sugli occhi tondi, e la punta di una strana lingua gli spuntava dalla bocca grassa". 
Successivamente nel racconto Le sette fatiche (1933): "... nelle viscere del Voormithadreth... da secoli, si nasconde il Dio Tsathoggua. Lo riconoscerai dall'epa, dalla pelosità da pipistrello e dall'aspetto di rospo addormentato. Non si alzerà per afferrarti, ma rimarrà pigramente in attesa del sacrificio".

## Ubbo-Sathla
Ubbo-Sathla (La Suprema Fonte, Il Demiurgo) è descritto come una gigantesca massa protoplasmatica che dimora in una grotta nelle profondità dei ghiacciai polari. Questo essere è mostruosamente fecondo, e dal suo corpo genera in continuazione degli organismi primordiali unicellulari. Fa la guardia a un insieme di tavolette di pietra che si dice contengano la conoscenza degli Dei Antichi.
Si narra che Ubbo-Sathla abbia generato tutte le forme di vita presenti sulla Terra; tuttavia, qualunque cosa esso tocchi perde la vita. Ubbo-Sathla è destinato un giorno a riassorbire tutti gli organismi viventi del nostro pianeta.
Ubbo-Sathla, oltre che nell'omonimo racconto di Smith, appare anche in uno scritto di Gary Myers intitolato Omega.

## Vergama
Vergama è un misterioso dio adorato a Zothique.

## Vulthoom
Vulthoom appare nell'omonimo racconto di Clark Ashton Smith, pubblicato per la prima volta nel settembre del 1935 sulla rivista Weird Tales. Questa entità è chiamata anche Gsarthotegga e Il Dormiente di Ravermos.
Nel racconto, Vulthoom è l'equivalente marziano di Satana. Nonostante la maggior parte delle persone lo ritenga solo un mito, Vulthoom è molto temuto dai ceti più poveri della società. In realtà, esso è una misteriosa creatura proveniente da un altro universo, esiliato dai suoi pari su Marte nella città sotterranea di Ravermos. Il suo piano è quello di conquistare Marte e successivamente la Terra. Grazie alla sua superiore intelligenza e alla sua avanzatissima tecnologia, gli esseri umani lo hanno scambiato per un dio, ma Vulthoom altro non è che un potente alieno. Sotto l'effetto allucinogeno del profumo di un fiore alieno, un uomo ha visto Vulthoom sotto le spoglie di una gigantesca pianta extraterrestre, ma il suo vero aspetto è sconosciuto.

## Xexanoth
Xexanoth compare solo una volta nella letteratura relativa ai Miti di Cthulhu, per la precisione nel racconto di Clark Ashton Smith intitolato The Chain of Aforgomon (1935). Xexanoth è l'immortale rivale di Aforgomon, una divinità che secondo alcuni potrebbe essere un avatar del Dio Esterno Yog-Sothoth.

## Yuckla
Yuckla è il dio delle risate adorato a Zothique. È citato nel racconto The Weaver in the Vault (1934).

## Yululan
Yululan è un dio minore di Zothique. È detto Protettore delle tombe.